# Cucina E5
Cucina E5 è una cucina componibile modulare realizzata dal designer italiano Marco Zanuso per l'azienda italiana Elam nel 1966. Si tratta del primo esempio di cucina componibile nonché primo esempio di ambiente culinario vivibile. È uno dei più rappresentativi esempi di disegno industriale italiano del XX secolo ed oggetto rivoluzionario nell'ambiente domestico degli anni sessanta. Cucina E5 è stata esposta a Triennale Design Museum di Milano durante la mostra "Le fabbriche dei sogni"

## Descrizione del prodotto
A prodotto finito, la E5 si presenta come un mobile unico, in realtà è un insieme di elementi modulari realizzati su misura e quindi progettati ad hoc per l'ambiente in cui viene inserita. Per questo motivo, oltre che per motivi di immagine e di innovazione progettuale, la cucina appena uscita sul mercato aveva un prezzo molto elevato ed era possibile acquistarla solo a Milano presso lo showroom di via Pietro Verri. Si tratta di una cucina che, pur avendo più di 30 anni, è perfettamente in linea con l'attuale concezione di moderno; si presenta infatti con un piano in acciaio inossidabile nel quale sono stati ricavati, in completa continuità, i due lavabi. Anche le ante sono caratterizzate da un inserto in acciaio inox: una "gola" sulla loro estremità superiore per facilitarne l'apertura poiché queste sono prive di maniglie. Il profilo estetico quindi risulta molto pulito e privo di interruzioni. Per questo suo continuo essere attuale, dal 1966 non è mai uscita di produzione.